# Santa María Xoquiac
Santa María Xoquiac är en ort i kommunen Malinalco i delstaten Mexiko i Mexiko. Samhället hade 338 invånare vid folkräkningen år 2020.